# Coedpoeth
Coedpoeth est un village et une communauté du borough de comté de Wrexham, au pays de Galles.

## Géographie
Coedpoeth est situé à 5 km à l'ouest du centre-ville de Wrexham. Il se trouve sur une hauteur entre les vallées de la Clywedog (en) au sud et de son affluent la Gwenfro (en) au nord.

## Démographie
Au recensement de 2011, la communauté de Coedpoeth comptait 4 702 habitants.